# ایر (داکوتای شمالی)
ایر(به انگلیسی: Ayr) شهری در ایالت داکوتای شمالی کشور ایالات متحده آمریکا است که جمعیت آن در سرشماری سال ۲۰۱۰ میلادی، ۱۷ نفر بوده‌است.